# Stenogrammitis wittigiana
Stenogrammitis wittigiana là một loài dương xỉ trong họ Polypodiaceae. Loài này được Fée & Glaz. ex Fée Labiak mô tả khoa học đầu tiên năm 2011.